# Tonwertzunahme
Der Fachbegriff Tonwertzunahme, abgekürzt als TWZ, bezeichnet den Effekt, dass Rasterpunkte der Druckvorlage (z. B. einer digitalen Bilddatei oder einem Film) auf dem bedruckten Bogen verfahrensbedingt größer erscheinen, das Druckbild also dunkler wird als in der Vorlage vorgesehen. Genauer betrachtet, werden Rasterpunkte bei jeder technischen Übertragung nie ganz gleich übertragen, sondern in irgendeiner verfahrenstypischen Weise deformiert. Dabei treten Verformungen, Vergrößerungen, aber auch Verkleinerungen auf.

## Ausdruckswahl
In der Praxis werden unterschiedliche Ausdrücke für die gleiche Sache verwendet: Tonwertzunahme, Tonwertzuwachs, Punktzunahme, Punktzuwachs, Punktverbreiterung, Druckzuwachs. Tonwertzunahme  wird im Prozess Standard Offset und in der maßgeblichen Fachliteratur (H. Kipphan, Druck und Medientechnik, H. Teschner, Druck- und Medientechnik und Riedl, Neumann, Teubner, Technologie des Offsetdrucks) verwendet. Auch die führenden deutschsprachigen Fachinstitute, FOGRA in Deutschland und UGRA in der Schweiz, verwenden nur „Tonwertzunahme“.

## Praktische Bedeutung
Technisch relevant ist die Veränderung der Rasterpunkte zwischen der Vorlage (grafischer Film, Diapositiv oder Datensatz) und dem fertigen Druck. Jeder reproduzierbare Vervielfältigungsprozess (Reproduktion) kann messtechnisch charakterisiert und durch so genannte Kennlinien beschrieben werden. Bei der Vorbereitung der Bilddaten können die Veränderungen über die Tonwertkorrektur vorweg kompensiert werden. Das Ziel ist es, die optische Wirkung der Raster genau wie in der Vorlage zu treffen, nicht eine möglichst schöne Reproduktion zu erhalten.
Tonwertzunahmen können positiv oder negativ sein. Fotografische Prozesse können z. B. zu einer Verkleinerung der Punkte führen (Überbelichtung). Viele technische Prozesse, besonders in der Übertragung der Raster durch Druckverfahren, haben aber eher eine vergrößernde Wirkung. Sie sind am stärksten an der Veränderung beteiligt und verlangen die meisten Korrekturmaßnahmen. Daher der Ausdruck „Tonwertzunahme“.
Tonwerte werden aus Messungen der optischen Dichte errechnet und in % der optischen Wirkung einer Volltonfläche angegeben. Die Tonwertzunahme wird aus der Differenz zwischen dem Tonwert der Vorlage (Daten, Reprofilm) und dem des Druckes bestimmt, erfasst also summarisch alle Veränderungen in der Rasterwirkung, die in einer Verarbeitungskette auftreten (s. a. Druckraster). Sie ist in ihrem Betrag stark abhängig vom Ausgangstonwert, da sie im Verlauf klein anfängt, im Mittelbereich durch ein Maximum geht und zum 100 %-Wert hin wieder klein wird. Sinnvolle Angaben müssen also immer lauten z. B. „9 % TWZ bei 25 % Rastertonwert“. Tonwertzunahmen können bei regulär ausgeführten Drucken durchaus bis über 25 % gehen, sind also bei der Planung von Raster-Druckobjekten nicht vernachlässigbar.
Mit den modernen Rastertechniken werden nicht nur die flächenmäßigen Veränderungen wichtig, sondern auch die Verformungen, weil viele Vorteile durch spezielle Rasterformen erzielt werden (Stichwort Punktschluss). Hier gibt es noch keine Möglichkeit einer gezielten Vorweg-Kompensation durch die Druckvorstufe.

## Ursachen

### Offsetdruck

#### Reproduktionstechnik
Die Aufbereitung der Vorlage (z. B. Dia) oder der Daten zur Druckform (Hochdruck, Offset, Tiefdruck, Siebdruck) oder zum Druck selbst (NIP-Drucktechniken) sind die Aufgaben der Druckvorstufe. Schon in den fotomechanischen Verfahren (Kopieren über Reprofilme) konnte gezielt verändert werden. In der digitalen Verarbeitung gibt es vielfältige und genau berechenbare Möglichkeiten der Einflussnahme.

#### Klassischer Offset
Im Flachdruck mit Feuchtmittel tritt auf der Platte eine ständige Konkurrenz der Farbe (als Emulgat von 10 bis 30 % Feuchtmittel in Farbe) mit dem freien Feuchtmittel auf. Dabei werden die druckenden Stellen auf der Platte typischerweise über ihre Ränder überfärbt.:
Dies schwankt im Verlaufe der Auflage und hängt empfindlich von Maschinenbau, Farbe, Feuchtmittel und Bedruckstoff ab.

#### Farbübertragung
In einer Druckmaschine werden Rasterpunkte bei der Übertragung zwischen zwei Zylindern durch Quetschvorgänge zwischen z. B. Druckform und Bedruckstoff etwas vergrößert. Besondere Nachteile haben hier die indirekt druckenden Verfahren, weil sie ein zusätzliches Nip (Quetschstelle) haben. Die Auswirkung von Quetschvorgängen hängt stark vom Anpressdruck der zwei beteiligten Zylinder und der Kompressibilität (Weichheit) ihrer Oberflächen ab. So ist die TWZ beim Druck auf gestrichenem Papier geringer als auf Naturpapier (ungestrichen). Aber auch die Farbe hat einen wichtigen Einfluss.
Ferner kommen hier noch Fehler in der sogenannten Abwicklung zum Tragen, in dem ein Rasterpunkt durch unterschiedliche Umfänge von Druckplatten- und Gummituch-Zylinder in die Länge gezogen wird. Auch durch Dublieren kann eine erhöhte TWZ vorgetäuscht werden.

#### Optische Prozesse
Optische Prozesse wie der Lichtfang verstärken in der Regel die Wirkung einer Rasterfläche:. Sie werden von unserer Wahrnehmung genauso erfasst wie von Messgeräten, sind also physikalisch vorhanden und nicht eingebildet. Da der Lichtfang an den Punkträndern ansetzt, ist er u. a. abhängig von der Rasterfrequenz. Bei allen Feinrastern ist er deshalb auch stärker als bei Grobrastern.

### Wasserloser Offset
Im wasserlosen Offset tritt keine oder nur eine so geringe Überfärbung der Rasterpunkte auf, dass sie bisher nicht nachgewiesen werden konnte. Das prädestiniert diese Druckvariante für besonders feine Rasterstrukturen, also hohe Rasterfrequenzen und feine, nichtperiodische Raster.
Die anderen Gründe für Veränderungen des Tonwertes und der Punktformen bleiben wie im klassischen Offset erhalten.

### Hochdruck
Je nach Auflagenbedingungen wie Maschinenart, -einstellungen, Farbqualität und Bedruckstoff vergrößert der Hochdruck die Tonwerte mit seinem Quetschrand. Das gilt ähnlich für Buchdruck und Flexodruck. Beim Trockenoffset (Letterset, indirekter Hochdruck) kommt wieder ein zusätzliches Nip dazu.

### Tiefdruck
Im Tiefdruck werden schon in mittleren Rasterbereichen die Stege teils oder komplett überflutet. Hier ist deshalb der Ausdruck „Flächendeckung“ völlig unbrauchbar und nur der Tonwert in Gebrauch.

### Siebdruck
Der Durchdruck (Siebdruck) kann ebenfalls nie ganz präzise die freien Stellen der Schablone auf dem Bedruckstoff abbilden.

## Druckkennlinien

Druckkennlinie für den Offsetdruck auf gestrichenem Papier; normgerechte Drucke liegen zwischen TW min und TW max

Ein Diagramm mit den Tonwerten der Vorlage (Film, Daten) auf der Abszisse und den Tonwerten des fertigen Druckes auf der Ordinate sollte eine Diagonale als Messkurve von 0 bis 100 % haben, wenn die Reproduktion völlig unverändert wäre. Erhält man vom Druck dagegen höhere Werte als von der Vorlage, wie es sich tatsächlich verhält, dann liegen die Messpunkte auf einer aufgewölbten Kurve. Dies ist die gängige Darstellung einer Druckkennlinie.
In der Standardisierung des Offsetdruckes hat man aus umfangreich gesammelten Erfahrungswerten einen Bereich definiert, der nach dem aktuellen Stand der Technik mit der Ausrüstung der Praxis eingehalten werden kann. Die Tonwertzunahme wird hier nicht als Fehler behandelt, sondern als Verfahrens-Charakteristik. Jeder Druck, dessen Kennlinie innerhalb dieser Grenzen liegt, ist also normgerecht. Der Drucker muss diese Vorgaben für seinen Beitrag einhalten, weil Vorstufenbetriebe ihre Daten daraufhin einrichten, die zu erwartende TWZ also vorher „abziehen“ (Tonwertkorrektur). Nur in einer besonderen, bilateralen Vereinbarung zwischen einem einzelnen Vorstufenbetrieb und einem ebenfalls bestimmten Offsetdrucker kann davon abgewichen werden, ohne das Endergebnis zu gefährden.